# Schaelsberggroeve

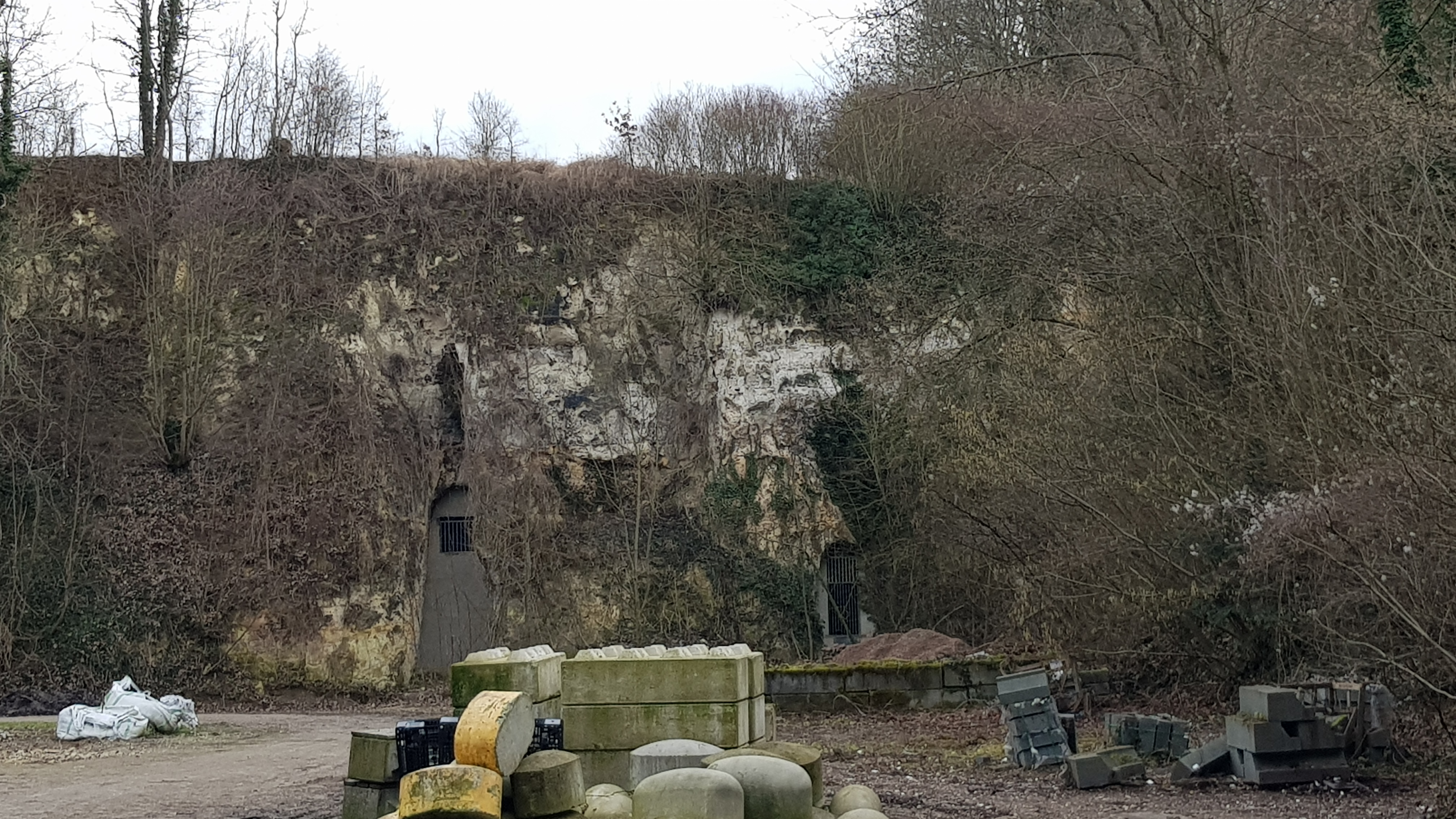
Ingangen Schaelsberggroeve

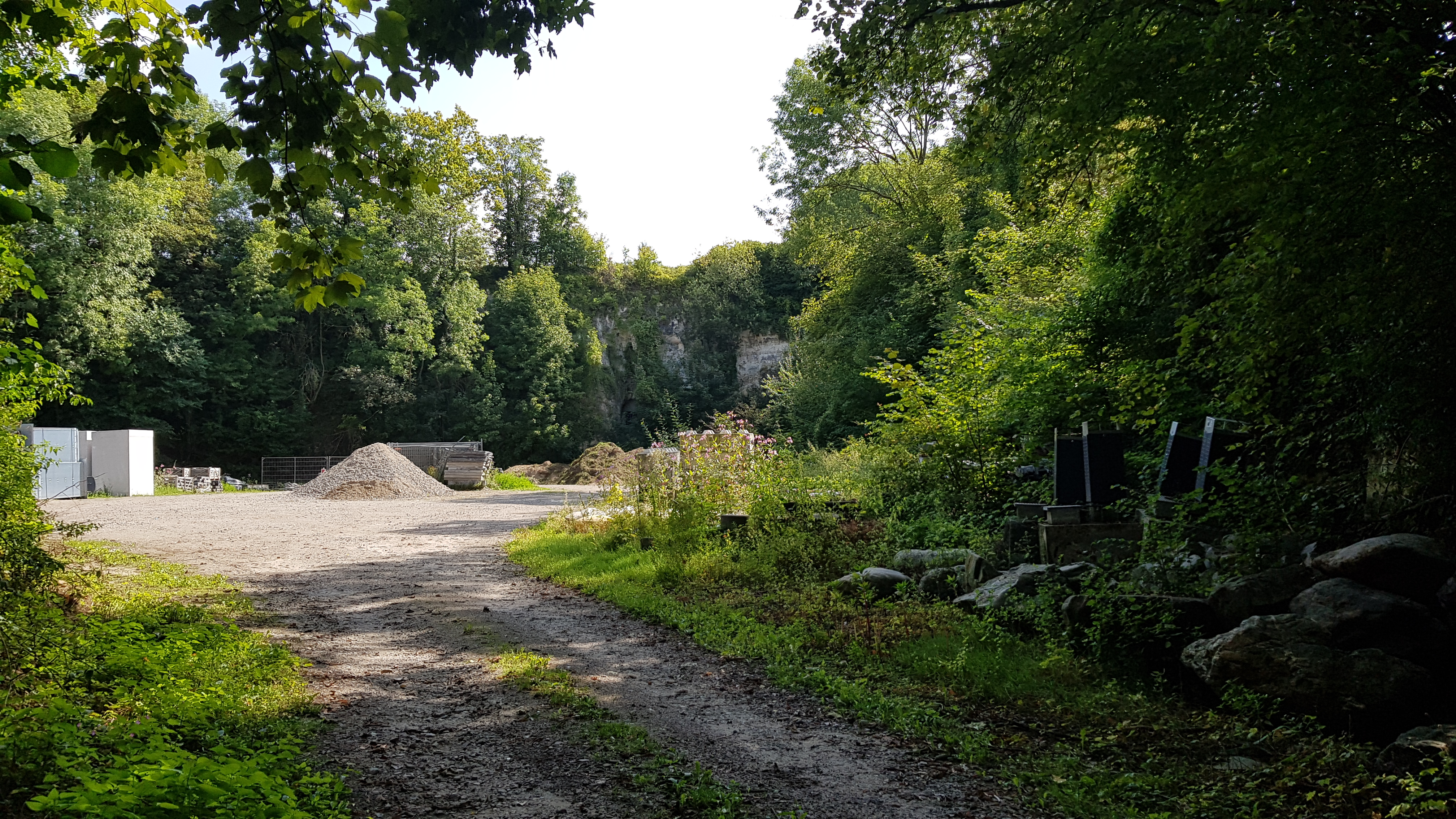
De dagbouwgroeve waarin de ondergrondse groeve haar ingangen heeft

De Schaelsberggroeve, Schaesberggroeve, Groeve Sangen, Sangengroeve of Americagroeve is een Limburgse mergelgroeve in Nederlands Zuid-Limburg in de gemeente Valkenburg aan de Geul. De ondergrondse kalksteengroeve ligt nabij de Oosterweg en Euverem ten oosten van Valkenburg. De groeve ligt in de westelijke helling van de Schaelsberg aan de zuidoostelijke rand van het Centraal Plateau in de overgang naar het Geuldal. Ter plaatse duikt het plateau een aantal meter steil naar beneden.
De groeve-ingang ligt aan de rand van de dagbouwgroeve Groeve Schaelsberg, waarbij met de afgraving van de dagbouwgroeve een deel van de ondergrondse is verdwenen. Op ongeveer 100 meter naar het noordwesten ligt aan de andere kant van de dagbouwgroeve de Nevenschaelsberggroeve. Op ongeveer 375 meter naar het noorden ligt de groeve Auvermansboschke, op ongeveer 465 meter naar het noordwesten ligt de Oosterweggroeve II, op ongeveer 160 meter naar het zuidwesten ligt de Oosterweggroeve I en op ongeveer 200 meter naar het zuiden ligt de Groeve Kasteel Oost.

## Geschiedenis
De groeve werd door blokbrekers ontgonnen voor de winning van kalksteenblokken, maar de periode waarin dat gebeurde is niet precies bekend. Het is een van de oudste kalksteengroeves van het Geuldal.
In 2011 werd door de Stichting Instandhouding Kleine Landschapselementen in Limburg bij de groeve een aantal bomen gekapt om te voorkomen dat deze omvielen en de kwetsbare mergelwand deels zuden laten instorten.

## Groeve
De groeve heeft een oppervlakte van ongeveer 78 vierkante meter. Ze bestaat uit twee gangen van 30 en 40 meter lang, met ertussen een verbindingsgang, die met een houweel uitgeakt zijn.
De Schaelsberggroeve is afgesloten met stalen deuren, zodanig dat vleermuizen de groeve kunnen gebruiken als verblijfplaats, maar dat mensen niet de groeve in gaan en de vleermuizen verstoren.